# Colombe
För andra betydelser, se Colombe (olika betydelser).
Colombe är en svensk TV-teaterfilm från 1983 i regi av Bernt Callenbo. Filmen bygger på en pjäs av Jean Anouilh och i rollerna ses bland andra Krister Henriksson, Tomas Pontén och Suzanne Reuter.

## Rollista
- Krister Henriksson – Julien
- Tomas Pontén – Armand
- Suzanne Reuter – Colombe
- Ernst-Hugo Järegård – poeten
- John Harryson – teaterdirektören
- Jan-Olof Strandberg – sekretären
- Margaretha Krook – Madame Alexandra
- Carl Billquist – Du Bartas
- Fredrik Ohlsson
- Margreth Weivers
- Jessica Zandén